# Finsbury
Pour les articles homonymes, voir Finsbury (homonymie).
Finsbury est un district du sud du borough londonien d'Islington, à Londres.

## Étymologie
Le quartier est noté Vinisbir en 1231, ce qui signifierait « manoir de Finn ».

## Histoire
L'Anti-Compulsory Vaccination League y est fondée en 1866.

## Personnalité
- Mary Catherine Rowsell (1839-1921), écrivaine, y est née.